# Casa Gralla
La Casa Gralla, també coneguda com a del Marquès d'Aitona, fou un palau renaixentista situat al carrer de la Portaferrissa de Barcelona, enderrocat el 1856. L'arquitecte Josep Puig i Cadafalch es va inspirar en la seva ornamentació per a resoldre la composició de la façana de la Casa Serra (1903-1908). El pati va ser recuperat, i després de sofrir diverses vicissituds, es troba des del 1994 a l'Hospitalet de Llobregat.

## Història
Segons la documentació notarial, l'origen del palau prové de l'adquisició feta el 1336 per Pere Desplà a Maria Ferrari d'una propietat situada al carrer de la Portaferrissa. Els Desplà, tot i mantenir el senyoriu familiar d'Alella, van fer construir en aquest lloc un dels casals privats de més anomenada de la ciutat, que el 1461 ja devia ser important si pogué acollir un hoste de tant compromís com el príncep de Viana. Més tard, també hi residí el rei Ferran el Catòlic.
Pel que sembla, la residència familiar va ser objecte d'alguna campanya d'obres en l'últim decenni del segle xv, en ocasió del matrimoni entre Anna Desplà i de Corbera, filla i hereva de Guerau Desplà i d'Oms, i el cavaller lleidatà Miquel Joan Gralla, alt funcionari reial i mestre racional de Catalunya, el 1491. El primer episodi constructiu ben documentat data del 25 de novembre del 1504, quan els mestres de cases Mateu Capdevila i Antoni Carbonell «menor» van capitular obres amb Miquel Joan Gralla, gendre i procurador del cap de família. El següent període d'activitat constructiva (1517-1518) és posterior a la mort de Guerau Desplà i coincideix amb el reconeixement de Miquel Joan Gralla com a cavaller, concedit el 30 de gener del 1517 per la reina Joana i el seu fill Carles, poc abans de l'elecció imperial del jove rei. El 25 de novembre del 1518, els consellers li van concedir l'ús de l'aigua que abastia la font de la casa, atenent a que la gran obra que hi feia contribuïa a l'embelliment de la ciutat. En aquest moment, el palau adquirí la seva fesomia definitia, associada al llinatge del nou cap de la família. A part dels mestres de cases ja esmentats i Gabriel Pellicer, hi és documentada la intervenció de l'escultor Pedro Fernàndez. Una hipòtesi no confirmada atribueix la decoració de la façana a Damià Forment, que també hauria realitzat la decoració de la casa Dusai, un altre gran palau barceloní del segle xvi, enderrocat a la mateixa època que la casa Gralla.
Miquel Joan Gralla fou succeït pel seu fill Francesc Joan Gralla i Desplà, casat amb Guiomar d'Hostalric i Sabastida. El 1522, la seva filla Lucrècia Gralla i d'Hostalric es va casar amb Francesc de Montcada i de Cardona, primer marquès d'Aitona, i fou succeïda pel seu fill Gastó de Montcada i Gralla (1554-1626), de manera que el palau passaria a mans d'aquest llinatge.
Cap al 1716, Guillem Ramon de Montcada i de Portocarrero-Meneses va ampliar la propietat amb l'adquisició de tres cases adjacents. El 1722, la seva filla Maria Teresa de Montcada i Benavides es va casar amb Luis Antonio Fernández de Córdoba y Spínola, duc de Medinaceli, per la qual cosa el palau fou heretat pel seu fill Pedro de Alcántara Fernández de Córdoba y Moncada.

### Demolició
A mitjan segle xix, el palau era llogat en gran part al col·legi de les Senyores de Loreto. Malgrat els advertiments de la premsa local i les protestes de persones i grups sensibilitzats sobre el risc d'una destrucció imminent, el juliol del 1856, l'apoderat del duc Luis Tomás Fernández de Córdoba y Ponce de León va vendre la propietat a Josep Martí i Fàbregas, que la faria enderrocar per a obrir-hi l'actual carrer del Duc, aleshores anomenat de les Delícies, obra que es va completar el desembre d'aquell any. Una part del solar seria ocupada per la casa Traveria-Jover, projectada el 1857 per l'arquitecte Josep Oriol Mestres amb un disseny dels ornaments evocadors del monument històric que substituïa.
El 1881, Antoni Maria Brusi i Mataró (1846-1887), segon marquès de Casa Brusi, va adquirir per 2.500 pessetes unes pedres procedents de l'enderrocament, que es pensaven que corresponien a la façana, i l'any següent el pati fou instal·lat al jardí de la Torre Brusi de Sant Gervasi de Cassoles. Quan aquesta fou enderrocada, el 1962 fou desmuntat de nou per l'arquitecte municipal Joaquim de Ros i de Ramis, i les pedres foren numerades i traslladades a un dipòsit de Cornellà de Llobregat. Finalment, foren adquirides per un antiquari de Cala Mijas (Màlaga), que el 1994 les va vendre a l'empresari argentí Herberto Gut Beltramo (1946-1997), president executiu de Prosegur. El 1996 les va fer instal·lar a les seves oficines de l'Hospitalet, segons l'estudi de José Losada Fernández i el projecte de l'arquitecte Octavi Mestre Aramendia.

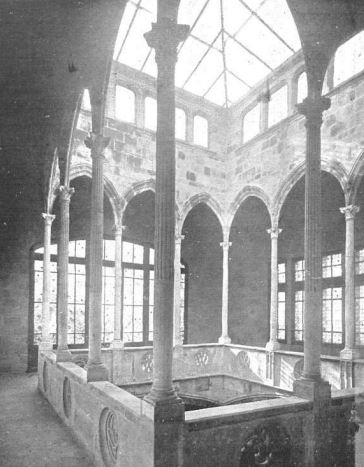
Pati de la Casa Gralla a la Torre Brusi

## Descripció
La casa Gralla va ser descrita per Antoni Ponç en la visita que va fer a la ciutat al final del segle xviii: «Una casa perteneciente á los Señores Cardonas en la plazuela de la Cucurulla de estilo semigótico, tiene una gentil portada, con ornato de dos columnas corintias arrimadas, en cuyos pedestales se lee: Publicae Venustati, Privatae utilitati. En lo demas de la fachada se ven muchas labores diligentes, de escudos de armas, niños, festones, etc. Cada ventana tiene su cuerpecito de arquitectura con columnas, y otros adornos, etc. Se ignora quien fuese el Artífice; pero merece que se le considere, como restaurador del buen gusto.»

### Pati
És de planta quadrangular, de 5,50 per 6,33 m, i té tres plantes. A la planta baixa hi ha quatre arcades rebaixades sobre quatre columnes angulars de fust llis i capitell corinti. A la primera planta hi ha una galeria de tres arcades ogivals per costat que descarreguen sobre columnes estriades, molt llargues i primes, amb capitell corinti; la galeria es recolza sobre una barana de pedra decorada amb claustres calats, sota els arcs, i amb bandes de doble arquet cec, sota les columnes. Tant els arcs inferiors com aquests estan resseguits per una motllura amb bossells però els de la galeria superior l'última línia de bossells acaben en un petit cap esculpit. En l'últim nivell hi ha una galeria amb cinc finestres d'arc pla. Per sobre, una petita cornisa corona el pati.